# Западное (озеро, Антарктида)
Западное — озеро в восточной Антарктиде, расположенное в западной оконечности Оазиса Ширмахера. В районе озера находится российская полярная станция Новолазаревская.
Озеро нанесено на карту в 1961 году во время Советской Антарктической экспедиции.